# Mutter (informàtica)

KWin és un gestor de finestres i un servidor gràfic

Mutter és un gestor de composició de finestres i compositor Wayland, està fet amb la llibreria Clutter i és usat en GNOME Shell 3.1x, el qual reemplaça a Metacity. Mutter és l'abreviatura de «Metacity Clutter».
Es pot utilitzar com a gestor de finestres autònom en escriptoris tipus GNOME i semblants. És extensible amb plugins i té suport per a diversos efectes visuals.

## Crítiques
Mutter té alt impacte en el rendiment gràfic del sistema; llocs com Phoronix han realitzat proves comparatives entre diferents gestors de finestres per mesurar el seu rendiment.